# La Verrerie
La Verrerie (Freiburger Patois La Vèryéreⓘ) ist eine politische Gemeinde im Distrikt Veveyse (deutsch: Vivisbachbezirk) des Kantons Freiburg in der Schweiz. Sie wurde am 1. Januar 2004 durch die Fusion der bisher selbständigen Gemeinden Le Crêt, Grattavache und Progens gebildet. Der Sitz der Gemeindeverwaltung befindet sich in Progens.

## Geographie
La Verrerie liegt rund 11 km westsüdwestlich von Bulle (Luftlinie). Die Gemeinde erstreckt sich auf dem gewellten Hochland im Quellgebiet der Mionna, im äussersten Südwesten des Freiburger Mittellandes, nahe dem Alpenrand.
Die Fläche des 13,4 km² grossen Gemeindegebiets umfasst einen Abschnitt des Molasseplateaus nördlich des Oberlaufs der Broye, im Alpenvorland. Der Gemeindeboden erstreckt sich von der Talniederung der Broye nordwärts über das leicht gewellte Hochland der Haute-Veveyse mit dem Quellgebiet der Mionna, der Waldhöhe Bois de Ban (932 m ü. M.), der unter Naturschutz stehenden Moorsenke La Mosse d'en Bas bis auf den Höhenrücken von Le Crêt, auf dem mit 933 m ü. M. der höchste Punkt von La Verrerie erreicht wird. Nördlich dieses Höhenzuges reicht das Gebiet in die Talmulde des Baches Flon. Ganz im Nordosten erstreckt sich der Gemeindebann in die Quellgebiete der Neirigue und der Sionge. Dazwischen liegt der Wald Joux à Britse (880 m ü. M.). Von der Gemeindefläche entfielen 1997 6 % auf Siedlungen, 15 % auf Wald und Gehölze, 78 % auf Landwirtschaft, und rund 1 % war unproduktives Land.
Die Streusiedlungsgemeinde La Verrerie besteht aus den Ortsteilen:
- Le Crêt, 915 m ü. M., auf einem breiten Höhenrücken zwischen den Talniederungen des Flon und der Mionna
- Bremudens, 895 m ü. M., auf der Höhe nördlich des Tals der Mionna
- Grattavache, 812 m ü. M., im Tal der Mionna
- La Verrerie, 832 m ü. M., am Nordrand der Talniederung des Canal des Rogigues
- Progens, 873 m ü. M., auf einem Höhenrücken zwischen der Broye und der Mionna

Im Weiteren gehören zu La Verrerie über das ganze Gebiet verstreut zahlreiche Einzelhöfe. Nachbargemeinden von La Verrerie sind Saint-Martin, Le Flon, Vuisternens-devant-Romont, Sâles und Semsales.

## Bevölkerung
Mit 1346 Einwohnern (Stand 31. Dezember 2023) gehört La Verrerie zu den kleineren Gemeinden des Kantons Freiburg. Von den Bewohnern sind 95,2 % französischsprachig, 1,6 % portugiesischsprachig, und 1,0 % sprechen Deutsch (Stand 2000). Die Bevölkerungszahl von La Verrerie belief sich 1900 auf 1054 Einwohner. Nachdem die Bevölkerung bis 1910 auf 1143 Personen angestiegen war, wurde bis 1970 ein markanter Rückgang um über 40 % auf 666 Einwohner registriert. Seither wurde wieder eine Bevölkerungszunahme verzeichnet, die sich besonders seit den 1990er Jahren verstärkte.

## Wirtschaft
La Verrerie war bis in die zweite Hälfte des 20. Jahrhunderts ein vorwiegend durch die Landwirtschaft geprägtes Dorf. Während des 19. Jahrhunderts war das Gebiet durch die Glashütte von Semsales geprägt, die sich im Ortsteil La Verrerie befand. Sie stellte ihren Betrieb im Jahr 1914 ein. In den Moorgebieten von Le Crêt wurde früher Torf gestochen.
Noch heute haben die Viehzucht und die Milchwirtschaft eine wichtige Bedeutung in der Erwerbsstruktur der Bevölkerung. Weitere Arbeitsplätze sind im lokalen Kleingewerbe und im Dienstleistungssektor vorhanden, unter anderem in Betrieben der Holzverarbeitung, der Käseproduktion und des Baugewerbes. In den letzten Jahrzehnten hat sich La Verrerie auch zu einer Wohngemeinde entwickelt. Viele Erwerbstätige sind deshalb Wegpendler, die hauptsächlich in den Regionen Bulle, Oron-la-Ville und Châtel-Saint-Denis arbeiten.

## Verkehr
Die Gemeinde ist verkehrsmässig recht gut erschlossen, obwohl sie abseits der grösseren Durchgangsstrassen liegt. Der nächste Anschluss an die Autobahn A12, die seit 1981 von Bern bis Vevey durchgehend geöffnet ist und das Gemeindegebiet durchquert, befindet sich rund 6 km vom Ortskern entfernt. Am 23. Juli 1903 wurde die Bahnlinie von Châtel-Saint-Denis nach Bulle mit einer Haltestelle bei La Verrerie (auf dem Gemeindeboden von Semsales) in Betrieb genommen. Für die Feinverteilung im öffentlichen Verkehr sorgt die Buslinie, die von Oron-la-Ville nach La Verrerie verkehrt und ausser Progens sämtliche grösseren Dörfer und Weiler der Gemeinde bedient.

## Geschichte
Das Gemeindegebiet von La Verrerie war bereits zur Römerzeit besiedelt. Im Mittelalter hatten die Herren von Oron und die Kastlanei von Rue Güter und Ländereien auf dem Gebiet. Später kam ein Teil der Güter durch einen Erbgang an die Grafen von Greyerz. Im Lauf des 16. Jahrhunderts gerieten sämtliche Teile in den Besitz von Freiburg und wurden der Vogtei Rue zugeordnet.
Nach dem Zusammenbruch des Ancien Régime (1798) gehörte La Verrerie während der Helvetik und der darauf folgenden Zeit zum damaligen Bezirk Rue, bevor es 1848 in den Bezirk Veveyse eingegliedert wurde. Die wirtschaftliche Entwicklung der Dörfer wurde während des 19. Jahrhunderts durch die im Ortsteil La Verrerie stationierte Glashütte geprägt, die zu den bedeutendsten Glasherstellern der Schweiz gehörte, jedoch 1914 ihren Betrieb einstellte.
Im Rahmen der vom Kanton Freiburg seit 2000 geförderten Gemeindefusionen votierten die Stimmberechtigten von Le Crêt, Grattavache und Progens im September 2003 mit einer Ja-Mehrheit von rund 96 % für das Zusammenlegen ihrer Gemeinden. Mit Wirkung auf den 1. Januar 2004 entstand deshalb die Gemeinde La Verrerie, die nach der ehemaligen Glashütte benannt wurde. Die Gemeindeverwaltung befindet sich in Le Crêt, die Pfarrei heisst Le Crêt-Progens.